# Solella del Bosc (Castellcir)

La Solella del Bosc, respecte del terme de Castellcir

La Solella del Bosc és una solana a cavall dels termes municipals de Castellcir i Sant Quirze Safaja, a la comarca del Moianès.
És en el sector nord del terme de Sant Quirze Safaja i a l'est del de Castellcir, a ponent de la masia de Barnils i de la capella de la Mare de Déu del Roser de Can Barnils, i al nord-est de la del Bosc, a prop del límit nord de la Serra de Bernils i a l'esquerra del torrent del Bosc, al sud de la Baga de la Balma Fosca.

## Etimologia
Molts dels topònims catalans són moderns i de caràcter clarament descriptiu; en aquest cas, es tracta de la solana situada al nord-est, i en terres seves, de la masia del Bosc.